# Мабри, Санни
Санни Мабри (англ. Sunny Mabrey, род. 28 ноября 1975) — американская актриса и бывшая модель. 

## Карьера
Мабри начала свою карьеру в качестве модели в восемнадцатилетнем возрасте и с тех пор снялась в рекламных роликах и музыкальных клипах, прежде чем переквалифицироваться в актрису, дебютировав в фильме «Крутой парень» (2002).
Мабри появилась в нескольких десятках телевизионных шоу и фильмов в период своей карьеры, в основном, на второстепенных ролях. Она сыграла главную роль в фильме 2004 года «Особь 3», а затем лишь небольшие роли в фильмах «Три икса 2: Новый уровень» (2005) и «Змеиный полёт» (2006). С тех пор, Мабри появлялась на телевидении, в эпизодах сериалов «Доктор Хаус», «Без следа», «Отчаянные домохозяйки», «Безумцы» и «Ищейка», а также имела второстепенные роли в «Мемфис Бит» (TNT, 2010) и «Список клиентов» (Lifetime, 2013). В 2014 году, Мабри получила роль Глинды, доброй ведьмы, в третьем сезоне сериала ABC «Однажды в сказке». В 2017 году снялась в фантастическом фильме Йена Трюйтнера «Телейос», где сыграла одну из главных ролей.

## Личная жизнь
С 2005 по 2012 год и вновь с июня 2015 года Мабри замужем за актёром Итаном Эмбри.

## Избранная фильмография
| Год  |   | Русское название      | Оригинальное название | Роль         |
| ---- | - | --------------------- | --------------------- | ------------ |
| 2005 | с | Доктор Хаус           | House                 | Дженни       |
| 2008 | с | Отчаянные домохозяйки | Desperate Housewives  | Мариса Мейер |